# Corlys Velaryon
 Corlys Velaryon (becenevén a Tengeri Kígyó) szereplő George R. R. Martin amerikai író A tűz és jég dala című fantasy regénysorozatában, illetve annak televíziós adaptációjában, a Sárkányok házában.  
Hullámtörő ura és a Velaryon-ház vezetője, valamint Rhaenys Targaryen hercegnő férje volt. A Sárkányok tánca alatt ő volt Rhaenyra Targaryen királynő Segítője. 
A Sárkányok háza televíziós sorozatban Steve Toussaint alakítják. A sorozat magyar nyelvű változatában a szereplő állandó szinkronhangja Berzsenyi Zoltán.

## Története a könyvekben

### Karakterleírás
Harminchét éves korára már Westeros valaha élt legnagyobb tengerjárójaként emlegették. Azt mondják róla, hogy briliáns volt, mint amennyire nyughatatlan, és éppannyira kalandvágyó, mint amennyire ambiciózus. Bár szinte mindent elért élete során, az őt jól ismerők szerint ritkán érzett elégedettséget. Idős korában is hajthatatlannak bizonyult. Bizonyította bátorságát a háborúk alatt és bölcsességét a békében. Büszke ember volt. Alicent Hightower királynő arrogánsnak tartotta.
Idősebb éveiben Corlys szerette hangoztatni, hogy: „Úgy kapaszkodok az életbe, akár egy fuldokló tengerész az elsüllyedt hajó roncsába. A Hét talán erre az utolsó, nagy csatára tartogatott.”

### Fiatal évei
H. u. 53-ban Hullámtörőn született Lord Daemon Velaryon legidősebb fiaként. Nevét ükunokabátyjukról kapta, aki I. Aegon Targaryen Királyi Testőrségének első parancsnoka volt.
Először hatévesen szelte át a Keskeny-tengert, amikor egyik nagybátyjával Pentosba hajózott. Ezek után évente indult hasonló utakra, a legénység tagjaként dolgozva a hajókon. Kapitányai mind azt mondták, hogy a tengerre teremtették. Tizenhat éves korára a Tőkehal Királynő névre hallgató halászhajó kapitány lett, Hullámtörőtől Sárkánykőig és vissza vezette a hajót. Huszonhárom éves korára már ünnepelt tengerész volt. Westerost megkerülve Óvárosba, Lannisrévbe és a Pyke-on található Úrkikötőbe vitte hajóit. Lysbe, Tyroshba, Pentosba és Myrbe is elvitorlázott. A Nyárhajadont nevű hajójával Volantisba és a Nyár-szigetekre vitte, a Jégfarkast Braavostól északra a Tengermelléki Keleti Őrségig és Rideghonig, mielőtt a Reszkető-tengeren át Lorathba és Ibben kikötője felé vette volna útját. Jégfarkassal északnak is elindult a Westeros tetején található állítólagos átjárót keresve, ám nem talált mást, mint fagyos tengert és hegység méretű jégtömböket.
Kilenc nagy utazást tett meg a saját tervezésű hajójával, a Tengeri Kígyóval. Az első útján áthajózott a Jáde-kapun, Yi Ti és Leng szigete felé. Fűszerrel, selyemmel és jádéval tért vissza, megduplázva a Velaryon-ház vagyonát. Második útján még távolabbra jutott keletnek, és az első westerosi lett, aki elérte Árnyékmenti Asshait. Történetek szerint itt elvesztette a szerelmét és legénysége felét. Asshai kikötőjében pillantott meg egy öreg és viharvert hajót, amelyről haláláig azt állította, hogy a Napűző volt. Harmadik utazása során a Reszkető-tengeren próbált szerencsét, első westerosiként, sikeresen navigált keresztül az Ezer Szigeten, és meglátogatta N’ghai és Mossovy hideg, kietlen partjait.
A kilencedik utazása során rengeteg arannyal újra Qarthba vitorlázott, ahol húsz további hajót vásárolt, majd megtömte sáfránnyal, borssal, szerecsendióval, elefántokkal és a legfinomabb selymekkel. Tizennégy hajó érkezett meg Hullámtörőre, és az összes elefánt is elpusztult a vissza út során, de a haszon ennek ellenére akkora volt, hogy rövid ideig Westeros leggazdagabb családjává váltak. Saját becenevét a hajójáról kapta. Mathis mester A kilenc utazás című krónikájában örökítette meg Corlys utazásait.

### Hullámok ura

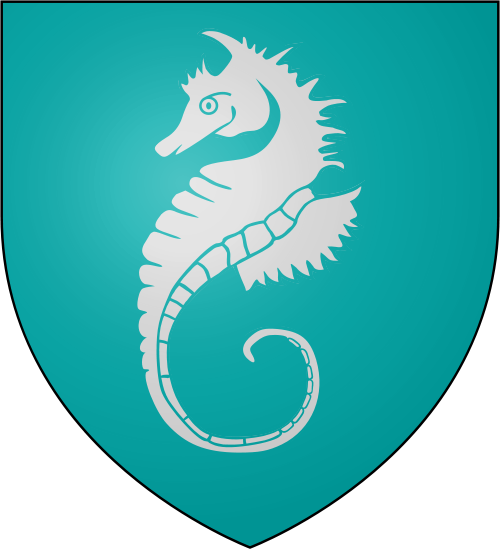
A Velaryon-ház címere

Nagyapja halála után lett a Hullámok ura, és vagyonát arra használta, hogy megalapítsa új székhelyét, Magas Áradatot. Ez időben a Lannistereknél és a Hightowereknél is gazdagabb volt. Oly mértékű kereskedelmet bonyolított le utazásai során, aminek köszönhetően Fűszerpart és Burokpart városa is felépült és egy időben a Feketevíz két legfontosabb kereskedelmi kikötőjévé vált, felülmúlva még Királyvárt is.
H. u. 90-ben feleségül vette a tizenhat éves Rhaenys Targaryen hercegnőt, aki I. Jaehaerys Targaryen király legidősebb fia, Aemon Targaryen herceg egyetlen gyermeke volt. Két évvel később a Velaryon-flottával Tarthra hajózott, hogy segítsen Aemon hercegnek a szigetet megszálló myri kalózok elleni harcban. Indulás előtt nem sokkal felesége bejelentette, hogy várandós. A háborúban Aemon herceg meghalt, a király Baelon Targaryent nevezte ki új örökösének, annak ellenére, hogy Rhaenys hercegnő és a meg sem született gyermekének több joga lett volna rá. Corlys dühében lemondott admirálisi tisztségéről és kis tanácsban betöltött helyéről, majd feleségével visszatért Hullámtörőre.
H. u. 92 végén vagy 93 elején megszületett Laena, majd 94-ben Laenor. H. u. 101-ben Baelon herceg bekövetkezett halála után Jaehaerys király örökös nélkül maradt. Corlys hajókat és embereket gyűjtött össze Hullámtörőn, hogy megvédje fia, Laenor jogait. Jaehaerys király Nagytanácsot kíván összehívni, hogy megtárgyalják, megvitassák és eldöntsék az öröklés kérdését háború nélkül. Harrenhalban tartották meg a tanácsot, ahol több trónkövetelő közül végül Viserys és Laenor maradtak. Corlys a Velaryon-ház vagyonával és befolyásával próbálta meggyőzni az összegyűlt urakat annak érdekében, hogy fiúkat, Laenort fogadják el a Vastrón örököseként. Az összegyűlt urak jelentősebb része Viserys Targaryent választotta a Vastrón örökösének. A tanács úgy gondolta, hogy Viserys trónigénye apai ágról fakadt, míg Laenoré anyairól, és a férfiágat előnyben kell részesíteni a nőivel szemben.
H. u. 105-ben Aemma Arryn királynő Maegor Erődjében ágynak esett és meghalt, miközben életet adott Viserys király első fiú gyermekének, Baelon hercegnek, de másnap ő is meghalt. Runciter nagymester azt javasolta a királynak, hogy vegye feleségül Laena Velaryont, viszont a király Alicent Hightowert választotta. Ezzel harmadjára sértette meg a Velaryon-házat, akik a következő évben tartott esküvőn sem vettek részt. A Tengeri Kígyó a király fivérével, Daemon herceggel kötött szövetséget. A Három Leány Királysága ellen készültek harcba indulni, hogy visszaszerezzék a Lépőköveket. Daemon herceg vezette a szárazföldi sereget, míg Corlys a tengerit. A háború első két évében győzelmet győzelemre halmoztak. H. u. 108-ban a herceg megölte Ráketető Craghast. A következő évben a szigetek nagy részét uralták, majd Corlys a herceg fejére tette a koronát, miután az a Lépőkövek és a Keskeny-tenger királyává nyilvánította magát.
H. u. 113-ban I. Viserys király és kis tanácsa megbeszéléseket folytatott Rhaenyra hercegnő eljegyzéséről, végül arra a megállapításra jutottak, hogy a legjobb választás Rhaenyra unokatestvére, Laenor Velaryon. H. u. 114-ben történt meg a házasságkötés. Corlys felül bírálta Laenor kívánságát, hogy első gyermeküket Jofffey-nak nevezzék el, apja ragaszkodott a hagyományos Velaryon nevekhez, Jacaerys lett. Lucerys 115-ben, míg 117-ben Jofffey született meg.
Laena húszéves korától a braavosi Tengerúr egyik fiának jegyese volt, de az apa meghalt, mielőtt összeházasodtak volna, a fiú pedig elherdálta a család vagyonát és befolyását, mielőtt megjelent volna Hullámtörőn. Corlys nem tudott tisztességes módon megszabadulni a kényelmetlenné váló kérőtől, de nem is akart rábólintani a házasságra, ezért újra és újra elhalasztotta a menyegzőt. Daemon herceg megkérte lánya kezét, Hullámtörő ura beleegyezett. A herceg kigúnyolta a néhai Sealord fiát, amíg az párbajt követelt, amelyben Daemon megölte. H. u. 115-ben összeházasodtak, majd a következő évben Pentos Szabad Városában ikerlányokat hozott világra Laena, akik a Baela és Rhaena nevet kapták.
H. u. 120-ban Laena néhány nappal azután meghalt, hogy megszületett harmadik gyermeke, aki a születés után egy órán belül meghalt. Nem sokkal később egy fűszervárosi vásáron Ser Qarl Correy megölte Laenort. Lord Lyonel Strong és fia, Ser Harwin meghalt egy harrenhali tűzvészben. Gomba szerint a Tengeri Kígyó állhatott a dolog mögött, így akart bosszút állni azon az emberen, aki felszarvazta a fiát.
H. u. 126-ban hirtelen lázba esett, ekkor felmerült a kérdés, ki lesz a Hullámok és Hullámtörő új ura. Mivel törvényes gyermekei meghaltak, a törvény szerint földjei és címei unokájára, Jacaerysre szállnak tovább, de ő valószínűleg a Vastrónt fogja örökölni anyja után. Rhaenyra hercegnő megpróbálta rávenni volt apósát, hogy inkább második fiát, Luceryst nevezze meg örököseként. Corlys-nak fél tucat unokaöccse is volt, akik közül a legidősebb, Ser Vaemond Velaryon közölte, hogy az örökség jog szerint őt illetné, mégpedig azon az alapon, hogy Rhaenyra fiai Harwin Strong fattyai. Daemon herceg elfogatta Ser Vaemondot, fejét vetette, a tetemét pedig megetette a sárkányával. Vaemond fiatalabb fivérei Királyvárba menekültek feleségével és fiaival, ahol igazságot követelve a király és a királyné elé járultak. I. Viserys király megbüntette őket, mert megismételték a Rhaenyra gyermekeinek apaságával kapcsolatos pletykákat. H. u. 129-ben Corlys felépült betegségéből.

### A Sárkányok tánca
H. u. 129-ben I. Viserys meghalt és Aegon herceg követte a trónon, megkerülve az örököst, Rhaenyrát. Corlys Sárkánykőre utazott, hogy támogassa Rhaenyrát, helyett kapott a fekete tanácsban. Rhaenyra seregének több mint felét a Velaryon-ház és az arra felesküdött házak alkották. A Tengeri Kígyó flottája révén ő uralhatta a tengereket.
Lord Bartimos Celtigar sürgette Rhaenyrát, hogy azonnal induljon Királyvár ellen, változtassa csonttá és hamuvá a várost. Corlys ezt határozottan ellenezte, hiszen uralni akarják a várost, nem porig égetni. A Velaryon-flotta Hullámtörőből és Sárkánykőről kihajózva lezárja a Garatot, hogy akadályozza a Feketevíz-öböl hajóforgalmát. A Tengeri Kígyó Sárkánykőn tartózkodott feleségével, amikor értesültek Lucerys haláláról. Ők ketten tudták megakadályozni, hogy Joffrey sárkányhátra pattanjon és bosszút álljon testvére haláláért. Gomba azt állította, hogy a Lucerys halála miatt a gyászba belebetegedett Rhaenyra királynő nem vett részt a haditanácsokon, és a Tengeri Kígyóra, illetve Rhaenys hercegnőre hagyta a parancsnokságot. Corlys felesége, Rhaenys sárkányával Meleysszel a Vörös Királynővel Staunton úr segítségére sietett Varjúpihenőre. A csatában II. Aegon Sunfyre hátán érkezett a harcmezőre, fivére, Félszemű Aemond pedig Vhagarral. A harc során életét vesztette. A hercegnő halálának híre elérte Sárkánykőt, dühös szóváltás alakult ki Rhaenyra és Corlys nagyúr között, aki őt hibáztatta felesége haláláért, mivel megtiltotta fiainak, hogy elkísérjék. Jacaerys herceg hamar megbékítette a Hullámok Urát azzal, hogy kinevezte a Királynő Segítőjévé. Ő és Corlys nagyúr elkezdték a Királyvár elleni támadás megtervezését. Jacaerys herceg a sárkánymagvakhoz fordult, kijelentve, hogy aki képes uralni egy sárkányt, az földet, vagyont és lovagi címet kap. Burokparti Addamnek sikerült az egykor Laenort hordozó Tengeri Ködötöt megülnie. Addam és öccse, Alyn, egy hajóács lánya, Marilda fiai voltak. Azt állította mindkét fia a néhai Ser Laenor Velaryon sarja. A Tengeri Kígyó lelkesen fogadta újonnan fellelt unokáit. Kérvényezte Rhaenyra királynőnél, hogy vegyék le a fiúról és testvéréről a fattyak bélyegét. Amikor Jacaerys herceg is csatlakozott a kéréshez, a királynő beleegyezett. Addam lett Hullámtörő örököse. Ám Sárkánykő és Hullámtörő lakói igencsak kétkedve fogadták Marilda állítását, hiszen jól emlékeztek arra, hogy a nők egy kicsit sem érdekelték Laenort. Gomba a Tanúság című könyvében azt írja, hogy a két fiút nem a Tengeri Kígyó fia, hanem maga a Tengeri Kígyó nemzette, valamint Rhaenys hercegnő halála után érezte biztonságosnak a fattyak befogadását.
H. u. 129-ben a Csatorna-csatában, Corlys flottáját megsemmisítették Aegon szövetségesei, a Triarkátus hajói. Az ellenség túlélői Fűszerpartot felgyújtották és kifosztották. Ebben a csatában lelte halálát Jacaerys, Sárkánykő hercege és sárkánya, Vermax, valamint Ifjabb Aegon herceg sárkánya, Viharfelleg.
A következő évben a Tengeri Kígyó hajói lezárták a Feketevíz-öbölt, Rhaenyra vér nélkül kaparintotta meg Királyvárt, de az első tumbletoni csatában vereséget szenvedett. II. Aegon király és két kisebbik gyermeke eltűnt, Félszemű Aemond herceg Vhagar kíséretében terrorizálta a folyóvidéket. Lord Ormund Hightower serege Daeron herceggel és sárkányával, Tessarionnal lassan előre vonult Királyvár ellen. Corlys nagyúr azt javasolta, hogy ajánljon fel Rhaenyra kegyelmet Baratheonnak, Hightowernek és Lannisternek, amennyiben térdet hajtanak, hűségesküt tesznek, és túszokat adnak a Vastrónnak. Alicent és Helaena királynékat bízzák a Hit felügyeletére. Helaena lányát, Jaehaerát ő venné magához, és idővel hozzáadná Ifjabb Aegon herceghez, újra egyesítve a Targaryen-ház két ágát. A királynő féltestvéreit, Aegont, és a rokongyilkos Aemondot nem akarta a Falra küldeni, mert az Éjjeli Őrség szent fogadalma számukra, mint esküszegőknek nem jelent semmit. Daemon herceg azt javasolta, hogy a Lannistereket és a Baratheonokat meg kell semmisíteni, hogy váraikat és földjeiket szétoszthassák a hűséges nemesek között. Viharvéget megkapja Fehér Ulf, Casterly-hegyet pedig Pöröly Hugh. A Tengeri Kígyó elborzadva hallgatta a herceg javaslatát. Westeros nemes urainak fele ellenünk fordul, ha elpusztítunk két ilyen ősi és neves házat.
Pöröly Hugh és Fehér Ulf, a Két Áruló átálltak a második tumbletoni csatában II. Aegonhoz. Addam és Csalán, az utolsó két megmaradt sárkánymagvak mellett Corlys kiált, hogy ők nem árulók. Gerardys nagymester emlékeztetett a fekete tanácsot rá, hogy nincs semmi bizonyíték Csalán és Ser Addam hűtlenségére. Corlys nagyúr, kijelentette, hogy Ser Addam és testvére, Alyn „igazi Velaryonok”, Hullámtörő méltó örökösei. Csalán pedig a Garatnál lezajlott csatában bátran harcolt. A felbőszült királynő utasította Ser Luthor Largentet, hogy húsz aranyköpenyessel menjen a Sárkányveremhez, és tartóztassa le Ser Addam Velaryont. Corlys figyelmeztette Addamot, aki Tengeri Köd hátán menekült el. Ser Luthor árulással vádolta meg a Tengeri Kígyót, aki nem tagadott, de nem is ismert el semmit. Megkötözve és összeverve vitték a sötét cellába, hogy ott várja tárgyalását és kivégzését.
Amikor kiderült, hogy Corlys nagyúr a Vörös Torony alatti börtönben senyved, százával dezertáltak az emberei. Sokan a mellékkapukon és a falakon át szöktek meg, azzal a céllal, hogy visszamenjenek Hullámtörőre. A Tengeri Kígyó két felesküdött kardja, Ser Denys Woodwright és Ser Thoron átvágta magát a tömlöcön uruk kiszabadítása érdekében, ám Mizéria úrnő tudomást szerzett tervükről egy Ser Thoron által ágyba vitt szajha révén és elfogták őket, majd a Vörös Torony falainál felakasztották őket.
Rhaenyra végül elmenekült a városból. Gyldayn főmester szerint Corlyst a többi fogollyal együtt a Bolha, Ser Perkin fegyverhordozója engedte ki a cellákból. Trystane Truefyre királynak kiáltotta ki magát, azt állította, hogy l. Viserys vér szerinti fia. Yandel mester szerint azonban Corlyst csak akkor engedték szabadon, amikor II. Aegon Targaryen király emberei visszavették a várost.
A Vörös Toronyban Alicent özvegy királyné és Larys Strong nagyúr teljes kegyelmet, szabadságot és a kis tanács egyik székét ajánlották fel a Tengeri Kígyónak. Cserébe térdet hajt II. Aegon előtt, és neki adja Hullámtörő kardjait és hajóit. Ő viszont saját feltételekkel állt elő. Nem csak saját magának kért királyi kegyelmet, hanem az összes Rhaenyra királynő lobogója alatt harcolónak, és emellett azt követelte, hogy Ifjabb Aegont adják össze Jaehaera hercegnővel, és kettejüket közösen kiáltsák ki Aegon király örököseinek. Alicent királynét felbőszítette Velaryon nagyúr, legfőképpen azon háborodott fel, hogy Aegont az ő Aegonja örökösének nevezzék meg. Larys nagyúrnak kellett lecsitítania a királynét, és meggyőzte, hogy fogadja el a javaslatot. Másnap Corlys térdet hajtott. II. Aegon inkább nővére vérvonalának megszakítását akarta, esetleg felöltheti a feketét vagy eunuchként szolgálhat. Ser Tyland Lannister az Ifjabb Aegon azonnali kivégzése mellett szólt. Az idős Tengeri Kígyó a királyt és a tanácsot azzal vádolta, hogy „hazugok, ostobák és esküszegők gyülekezete”, majd kisétált a teremből. Larys nagyúr a tanács ülése után azonnal a Tengeri Kígyóhoz ment, és elárulta neki a király szándékát, miszerint most mindent megad neki, majd a háború befejeztével végez vele. Együtt titokban összeesküdtek a háború befejezésére. Ezt követően Lord Borros Baratheon vereséget szenvedett a Királyi útnál Tully nagyúr vezette Három Folyó hada ellen. Közben Cregan Stark nagyúr északi serege is úton volt Királyvár ellen. Corlys azt tanácsolta II. Aegon királynak, hogy adja meg magát és csatlakozzon az Éjjeli Őrséghez. A király visszautasította, de hamarosan megmérgezték, és ezzel véget ért a háború.

### III. Aegon uralkodása
II. Aegon halálát követően Corlys hollókat küldött Óvárosba, Síkvidékre, Casterly-hegyre és Viharvégre, hogy esküdjenek hűséget új királyuknak, III. Aegonnak. Hamarosan Cregan Stark északi serege élén Királyvárba ért, és az uralma alá vonta az udvart. Ezt hívták a Farkas órájának. Ragaszkodott ahhoz, hogy II. Aegon király árulóinak és megmérgezőinek meg kellett fizetniük tettükért. III. Aegon nevében Cregan huszonkét embert vett őrizetbe, köztük Laryst és Corlyst. Corlys nagyúr Baela és Rhaena Targaryen fondorlatai révén elkerülte a tárgyalást, akik még arról is meggyőzték Aegont, hogy adjon ki egy rendeletet, amivel visszahelyezi tisztségeibe és érdemeibe. Alysanne Blackwood is sokat segített ebben, aki Stark nagyúrnak ígérte a kezét, ha lesz olyan kegyes, és megengedi, hogy Aegon rendelete életbe lépjen.
III. Aegon régenseként szolgált 131-től és 132-ben természetes úton halt meg. Corlyst a leghatalmasabb régensnek tartották. H. u. 132 harmadik holdjának hatodik napján a Hullámok ura összeesett a Vörös Torony lépcsőin. Halott volt, mire a segítségére siető Munkun nagymester odaért. Holtteste hét napig feküdt felravatalozva a Vastrón alatt, és az egész birodalom megsiratta. Ezután Burokparti Marilda és Alyn fia a Sellő Csókja fedélzetén Hullámtörőre vitték maradványait. Itt az ősi Tengeri Kígyó viharvert hajótestét újra vízre bocsátották, majd a Sárkánykőtől keletre található mélység fölé vontatták, ahol a Tengeri Kígyó nevezetű hajó fedélzetén merült alá a tengerbe. Azt beszélik, hogy alámerülésekor a Kannibál tett egy kört felette, és mintegy tisztelgésként széttárta hatalmas, fekete szárnyait.

### Öröksége
Alyn Velaryon volt a Tengeri Kígyó kijelölt örököse. Alyn és Baela Targaryen Sárkánykő szentélyében keltek egybe. A régensek így nem tudtak helyette férjet választani. Első gyermeküket Alyn, Corlysnak akarta elnevezni, de lányuk lett, akit Laenának neveztek el, Baela anyja után.

## A szereplő története a sorozatban

### Első évad
A Kistanács figyelmen kívül hagyja Lord Corlys Velaryon figyelmeztetését, miszerint a Triarkátus, Essos szabad városainak szövetsége azzal fenyeget, hogy megbénítja a nyugati hajózási útvonalakat. Az örökös lovagi tornán feleségével, Rhaenys hercegnővel és két gyermekükkel, Laenával és Laenorral vett rész. Aemma királynő és Baelon herceg temetésén is jelen volt.
A kis tanácsülésén Otto Hightower felveti a vastrón utódlásának ügyét, ahol Corlys támogatja Daemon Targaryen igényét a vastrónra. A Segítő Rhaenyra hercegnőt javasolja. Corlys alternatívát kínál, miszerint felesége legyen az örökös, mivel neki jogos trónigénye van, és egy férfi örököse is. Mielőtt tovább lehetne tárgyalni az ügyet, Viserys dühösen szidalmazza a kis tanácsot, amiért még gyászol, és ők varjakként lakomáznak a holttesteiken, majd kiment az ülésről.
Corlys Westeros azon urai közé tartozik, akiket Királyvárba hívtak, hogy hűséget esküdjenek Viserysnek és kijelölt örökösének Rhaenyra Targaryen hercegnőnek.
Körülbelül hat hónappal Aemma Arryn temetése után Corlys megismétli a Triarkátussal kapcsolatos problémákat, akik már elsüllyesztettek négy westerosi hajót, köztük egyet a Velaryon flottából. Egyre nagyobb hatalmat szereznek a Lépőköveknél, követeli a tanácsot, hogy válaszlépéseket tegyenek. Viserys kifejti, hogy nem volt tétlen és követeket küldött Pentosba és Volantisba egy szövetség reményében, de Corlys arra figyelmeztet, hogy a további tétlenség csak megerősíti azt a hitet, hogy Viserys és Westeros gyenge. Kezdődött azzal, hogy Daemon herceg büntetlenül elfoglalta Sárkánykőt és megerősítette védelmét, a korona még tiltakozni sem próbált ellene.
Hitvesével, Rhaenys hercegnővel azt javasolják Viserysnek, hogy egyesítse valyriai házaikat házasság révén a tizenkét éves lányukkal, Laenával. A kis tanács több tagja támogatja Viserys és Laena házasságának ötletét (több politikai előnye miatt), végül Viserys bejelenti, hogy feleségül veszi Lady Alicent a Hightower-házból. Ezzel a Targaryenek ismét megsértették a Velaryon-házat. Lemondott a hajómesteri tisztségéről és visszatért Hullámtőrőre, itt szövetséget kötött Daemon herceggel.
Három évvel később Daemon és Corlys továbbra is háborúban áll a Ráketetővel a Lépőköveknél, miközben a hadsereg több tagja is fontolgatja a disszidálást. Viserys felajánlja, hogy segíti Daemont a Velaryonokkal folytatott erőfeszítéseiben, a csapatok Corlys és Daemon vezetésével ellentámadást dolgoznak ki, és Tengeri Köd hátán Ser Laenor nyújt légi támogatást. Daemon megöli a Ráketetőt. Corlys és serege megkoronázza Daemon herceget a Keskeny-tenger királyának.
Visszatérve Hullámtőrőre a Tengeri Kígyó egy braavosi tengerúr fiával akarja összeadni Laena úrhölgyet, ezzel erős riválist teremtene a Hét Királyságnak. A Kistanács aggódik a szövetség létrejövetele miatt, ezért Rhaenyra hercegnőt hozzáadják Ser Laenor Velaryonhoz.
Két hónappal később a király és az örököse Hullámtörőre utaznak, hogy megvitassák a két fiatal várható házassági szövetségét, ahol Corlys és Rhaenys a vastrón utódlásának ügyében érdeklődnek. Viserys megerősíti, hogy Rhaenyra és Laenor elsőszülöttje nemtől függetlenül örökli tőle a vastrónt, Corlys megkérdezi, hogy gyermekeik felveszik-e a Velaryon nevet, amire Viserys azt válaszolja, hogy felveszik, de az örökös vastrónra lépésekor (legyen az király vagy királynő) a Targaryen nevet veszi fel, így a sárkányok dinasztiája folytatódhat. Corlys és Rhaenys ezután elfogadják az ajánlatot.
A Velaryon-ház Királyvárba utazik az esküvőre. A lakomát megzavarja Ser Criston, halálra veri Ser Joffrey Lonmouth-ot, aki Laenor szeretője volt. Ezt követően zártkörűen összeházasodnak.